# パワプロクンポケット音楽館
『パワプロクンポケット音楽館』は、2009年12月23日にKONAMIから発売された野球ゲームシリーズ『パワプロクンポケットシリーズ』のサウンドトラックである。販売元はソニー・ミュージックディストリビューション。 
また、2011年12月15日には、『パワプロクンポケット14 オリジナル・ゲーム・サウンドトラック』が、デジタルデータとして配信された。2016年2月3日から、Amazonでも配信された。 さらに2021年11月10日には、本作の収録曲を含めた『パワプロクンポケット14』までの全シリーズ作品のBGMもデジタルデータとして配信された。

## 概要
Disc1にはパワプロクンポケット12、Disc2には、ゲームボーイ版のパワプロクンポケットとパワプロクンポケット2、Disc3にはパワプロクンポケット3のBGMが収録されている。全211曲が収録されている。

## 収録曲

### Disc1
1. いち、に～、の12!!（メインメニュー）
2. ワイワイファイファイ（WIFI設定）
3. キャンキャンキャンプ（練習）
4. 打ちまくるぜい!（ホームラン競争）
5. 野球上等!（試合開始）
6. 対決だ（カード試合1）
7. 負けるわけにはいかない!（カード試合2）
8. ホーームリャン!（ホームランジングル）
9. こーたいしましょ（イニング間場内BGM:表）
10. そうしましょ（イニング間場内BGM:裏）
11. ケッカ de サンバ☆（試合結果）
12. 長くてもいい奴、出てこいやっ!（開幕ジングル）
13. なんともぺなんとも～大変（メイン）
14. みに見にミニ観戦（高速試合）
15. 母さん、オレやったよ（リーグ優勝） 父さん、オレやったよ（日本一）
16. オレって、オレって…（残念画面）
17. 俺達の戦い（メイン） 行くぜ!（俺の出番）
18. 闘魂流れ旅（タイトル）
19. 勝て! 勝ち抜くんだ!（オープニング）
20. グピる!（メイン）
21. 電キャッチ!（アイキャッチ）
22. キミがボクの名づけ親（名前入力）
23. どれにしようかな♪（アイテム選択）
24. お～ぷんニング（オープニング1）
25. 電脳始めました。（メイン1現実世界）
26. サクセスでアクセス（メイン2電脳世界）
27. ネットウロウロ（セントラル･スポーツ）
28. お金下ろして来ました♪（カジノ）
29. 剣と魔法の世界（ファンタジー）
30. 銃とタンクの世界（バトル）
31. 0点はイヤだーッ!（5球練習／テストBGM）
32. 君はボクにメロンメロ（平良木のテーマ）
33. なにか…いる…（ホラー1）
34. ギャ～でたぁ～～!!（ホラー2）
35. ウキウキ～フワフワ～モジモジ～（デート1）
36. らん☆ら☆らん♪（ほのぼの）
37. バカやってんだから（コミカル）
38. あいつ、あやしくねぇ?（怪しい1）
39. 垣間見る裏の世界（悪だくみ）
40. 張り詰めた刻（陰謀2）
41. ぼく泣いちゃいます（悲しい1）
42. 戦っちゃいますか（戦いイベント曲）
43. ワキ、汗ばむ!!（緊迫1）
44. 第一印象から決めてました（告白1）
45. いざ試合!（試合前イベント）
46. ボクラノタタカイ（試合1:通常）
47. オレタチノタタカイ（試合2:本戦）
48. ワタクシドモノタタカヒ（試合3:決勝）
49. 勝ちましてん。（試合勝ち） どないやねん。（試合引き分け） 負けましてん。（試合負け）
50. こ～れで～ねられる～♪（ハッピーエンド）
51. それから…（事件解決）
52. おっつー!（サクセスクリアジングル）
53. カッコつけてみました（アイキャッチ）
54. 「ああああ」とかダメよ（名前入力）
55. 始まりを告げる鐘（オープニング1）
56. さすらいの腕利きハンター…のはず（メイン）
57. いざ、しゅっぱーつ!（ミッション画面）
58. まぜまぜどっかーん!（アイテム合成中BGM）
59. もりもりフォレスト（森）
60. のどかだねぇ（平穏）
61. 暗いよ怖いよ（地下道）
62. ケイブへダイブ（洞窟）
63. てーへんだ、てーへんだ!（混乱）
64. キャッスル敵はマッスル（城）
65. ごごごごごごごご（魔王城出現デモ） ここからが本番です（魔王城）
66. ついにここまで来たか（魔王城ラスト）
67. 逃げちゃダメですか!?（戦闘1）
68. 逃げられないんで戦います!（戦闘2）
69. もう逃げません!（戦闘3）
70. やっつけちゃってゴメンなさい（戦闘勝利）
71. なぁ～にたくらんでるの?（怪しい2）
72. ポケの悲劇はいつも突然に（悲しい2）
73. やっぱり見なかったことに…（緊迫2）
74. いよっ、色男!（一章クリアジングル） いよっ、男前!（二章クリアジングル）
75. DAN･DON･DAN･DON（戦闘曲:表･裏）
76. はんよ～（警告画面:表･裏）
77. なけるよね～（しんみり:表･裏）
78. 密かなる悪意（陰謀1:表･裏）
79. ほっこり登録（選手登録:表） 登録します!（選手登録ジングル:表･裏） パッパラー!（パワポケポイントゲット:表）
80. データみるみるみ～る（登録後データ画面:表）
81. 野球仙人じゃ。（野球仙人ヒント:表）
82. ホラ選んで（ミニゲームセレクト） 勝負だ!（ミニゲーム前画面）
83. これぞパワテニクンポケット!（テニス）
84. えっ援護はなしですか!?（タンクゲーム）
85. なんか出てきた!?（フナムシ退治1）
86. さらになんか出てきた!!（フナムシ退治2）
87. うひゃ～っ!（逃げるげるげる!）
88. 運は実力で勝ち取れ（おみくじーメイン）
89. ラッキー（おみくじ大吉） ハッピー（おみくじ吉） スエッキー（おみくじ末吉） キョー（おみくじ凶） ダイキョー（おみくじ大凶）
90. ひゃっほーう!（成功ジングル） ありゃりゃ～（失敗ジングル1） ぎょえ～っ!（失敗ジングル2）
91. 良きも悪きも思い出だ（アルバム）
92. しあわせなくらし（エピローグ１）
93. なんじゃそりゃ（エピローグ２）
94. とおくの空（エピローグ３）
95. あれ…?（エピローグ４）
96. それぞれの明日へ（エピローグ５）
97. やってもうた（ゲームオーバー1:表） やられてもうた（ゲームオーバー２:表） さようなら…体力の限界（ゲームオーバー３:表）
98. やられたでやんす…（ゲームオーバー４:裏） 任務失敗でやんす…（ゲームオーバー５:裏）
99. すたっっっふぅ～（スタッフロール:表）

### Disc2
1. セレクト
2. 転校
3. サブタイトル
4. 季節:夏
5. 季節:秋
6. 季節:冬
7. 季節:春
8. ミニゲーム:サッカー部
9. ミニゲーム:テニス部
10. ミニゲーム:陸上部
11. ミニゲーム:音楽室
12. シナリオクリア
13. 試合開始
14. 試合
15. 試合勝利
16. 試合敗北
17. 試合引き分け
18. 試合終了
19. 来たぞ甲子園
20. 甲子園1
21. 甲子園2
22. 甲子園3
23. 甲子園優勝
24. ファンファーレ
25. エンド1
26. エンド2
27. エンド3
28. ファイル消去
29. スタッフロール
30. メインセレクト
31. 試合開始ジングル
32. 試合終了（対戦）
33. 入社
34. サブタイトルジングル
35. オフシーズン1
36. オフシーズン2
37. ペナント1年目
38. ペナント2年目
39. ペナント3年目
40. ミニゲーム:ふるさわ（ドライブ）
41. ミニゲーム:くらがり（カプセル）
42. ミニゲーム:みずき（ノック）
43. ミニゲーム:はたやま（クワガタ）
44. ミニゲーム成功ジングル
45. ミニゲーム失敗ジングル
46. ダイジョーブ博士
47. 線香花火･彼女からの告白
48. 試合（2軍）
49. ペナント優勝
50. 日本一優勝
51. グッドエンド（ドラフト指名）
52. ミドルエンド（エンディング前）
53. バッドエンドデモ
54. プロスカウトファンファーレ
55. シナリオクリアジングル
56. 応援曲（表）
57. 応援曲（裏）
58. 応援曲（チャンス）
59. 応援曲（ドリルモグラーズ）
60. 試合勝利ジングル
61. 試合敗北ジングル
62. 試合引き分けジングル
63. 裏サクセスオープニング
64. 裏サクセスメイン
65. ミニゲーム:戦争編ジングル（魚雷）
66. ミニゲーム:戦争編（地雷）
67. 負け犬
68. スタッフロール

### Disc3
1. セレクト
2. 試合結果
3. 地雷
4. 地雷ショップ
5. オープニング
6. オープニング2
7. サクセス冬
8. サクセス春
9. サクセス夏
10. サクセス秋
11. 章クリア
12. 試合開始
13. 試合観戦
14. ホームラン
15. 試合勝ち
16. 試合引き分け
17. 試合負け
18. ミニゲーム前
19. ごーごーらんらん
20. ちゅーちゅーねずみ
21. わくわくぞんび
22. どっきりすぷーんまげ
23. ミニゲームクリア
24. ミニゲームミス
25. プロペラ団
26. ちょっとしたBGM
27. サクセス泣き
28. サクセス泣き2
29. 真剣シーン
30. プロペラ島脱出
31. じゃーまたなー
32. エンド前エンド
33. 殴り合い対決ジングル
34. ガンダーロボ登場
35. ガンダーロボ
36. 人間に戻れてよかったね
37. 亀田くんの奴隷
38. バッドエンディング
39. ファイル消去
40. クリア後の選手登録画面
41. エンディング
42. スタッフロール
43. ホームラン (PSG)
44. セレクト (PSG)